# Глоговец (округ)
О́круг Глоговец (словац. Okres Hlohovec) — округ в Трнавському краї, в південно-західній Словаччині. Площа округу становить — 267,2 км², на якій проживає — 45 213 осіб (31.12.2010). Середня щільність населення становить — 169,2 осіб/км². Адміністративний центр округу — місто Глоговец, в якому проживає 22 232 жителі.

## Історія

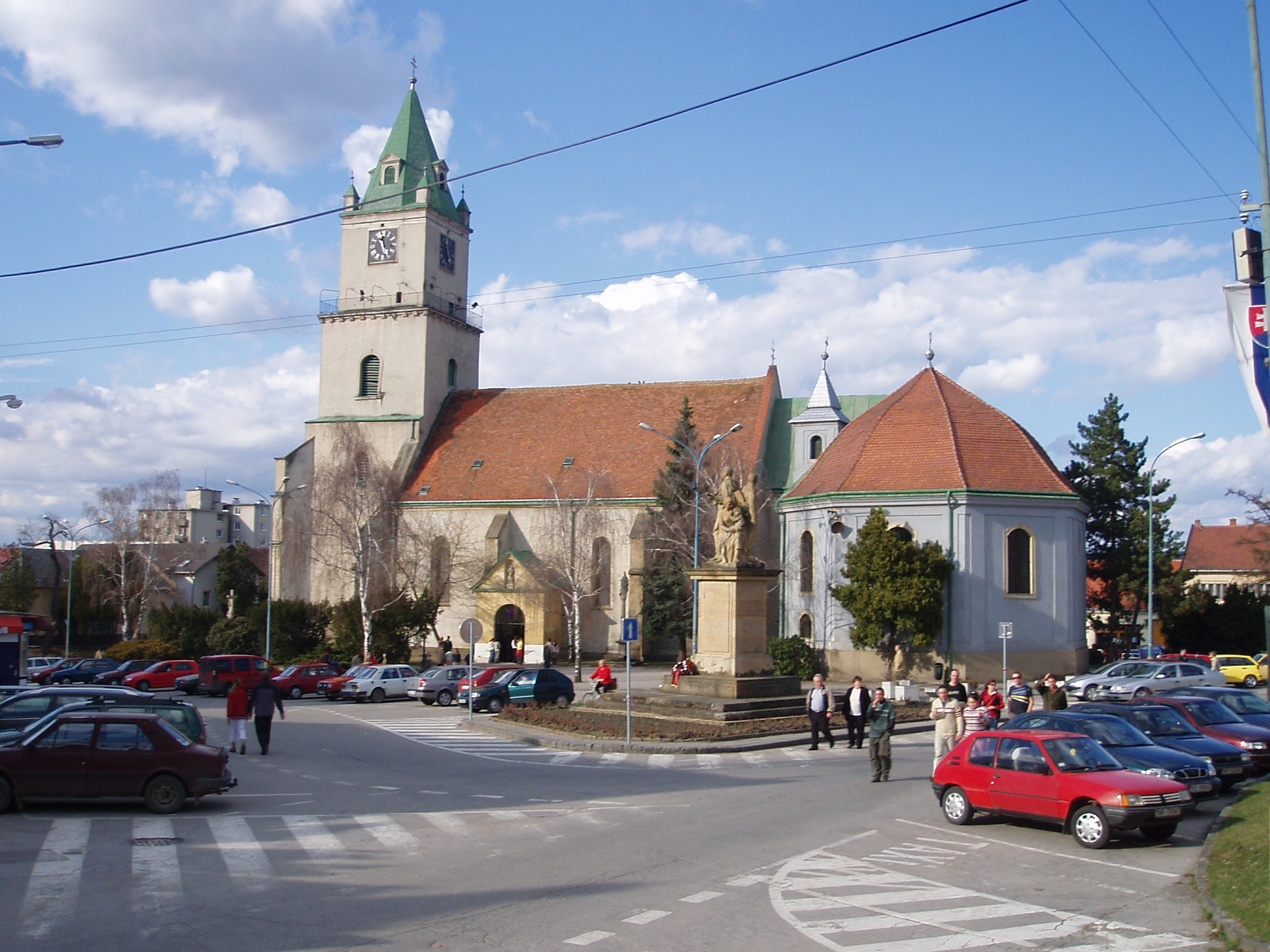
Костел Святого Михайла у Глоговці

До 1918 року округ належав Угорському королівству, а його територія входила до складу словацької історичної області (комітату) Нітра.
В сучасному вигляді округ був утворений у 1996 році під час адміністративно-територіальної реформи Словацької Республіки, яка набула чинності 24 липня 1996 року.

## Географія

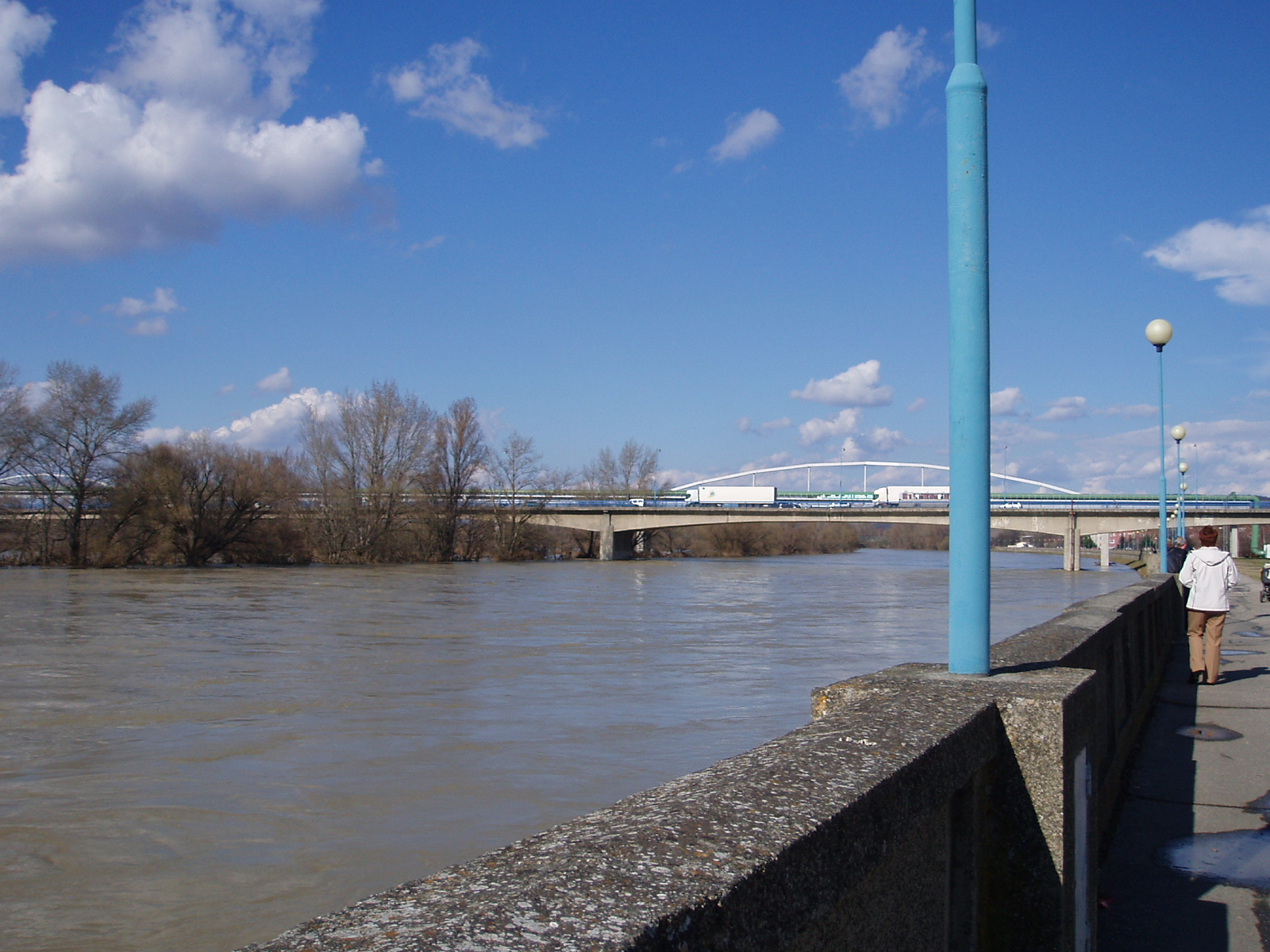
Річка Ваг у Глоговці

Округ розташований в південно-західній Словаччині, в центрально-сходній частині Трнавського краю. Він межує з округами: на північному заході — П'єштяни, на заході і південному заході — Трнава, на півдні — Ґаланта (всі округи Трнавського краю); на південному сході і сході — Нітра, на північному сході межує із округом Топольчани (округи Нітранського краю).
Одною із найбільших річок округу, є річка Ваг, яка протікає його територією з півночі на південь і впадає у річку Дунай (ліва притока) — басейн Чорного моря. В окрузі також протікає річка Дудваг, права притока Вагу. Розташовані Трнавські пагорби.

## Статистичні дані

### Населення
| Рік:            | 1994.  | 2004.   | 2014.   | 2024.   |
| --------------- | ------ | ------- | ------- | ------- |
| Кількість осіб: | 45 494 | 45 282  | 45 723  | 42 762  |
| Різниця:        |        | -0,46 % | +0,97 % | -6,47 % |

| Рік:            | 2023.  | 2024.   |
| --------------- | ------ | ------- |
| Кількість осіб: | 43 197 | 42 762  |
| Різниця:        |        | -1,00 % |

### Національний склад 2010

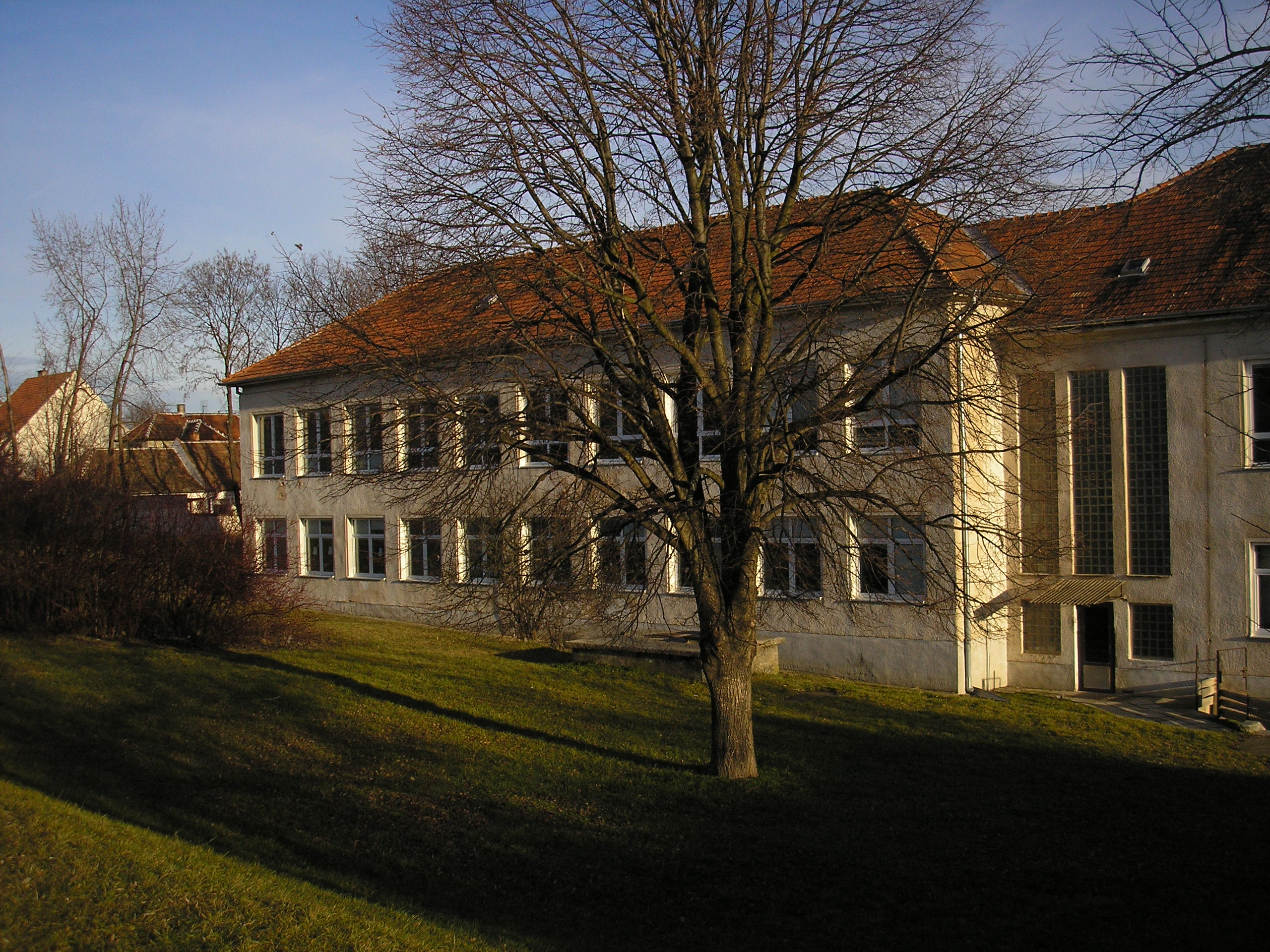
Школа у селі Пастухов

Національний склад округу, за офіційними даними, є одним з найбільш моноетнічних. Основну частину населення тут становлять словаки, майже 98%, всі інші національності складають лише 2% від усієї кількості населення округу.
Дані по національному складу населення округу Глоговец на 31 грудня 2010 року:
- словаки — 98,0%
- чехи — 0,63%
- роми — 0,45%
- угорці — 0,19%
- інші національності — 0,74%

### Конфесійний склад 2001
- католики — 83,4%
- лютерани — 4,0%
- інші релігії та атеїсти  — 12,6%

## Адміністративний поділ

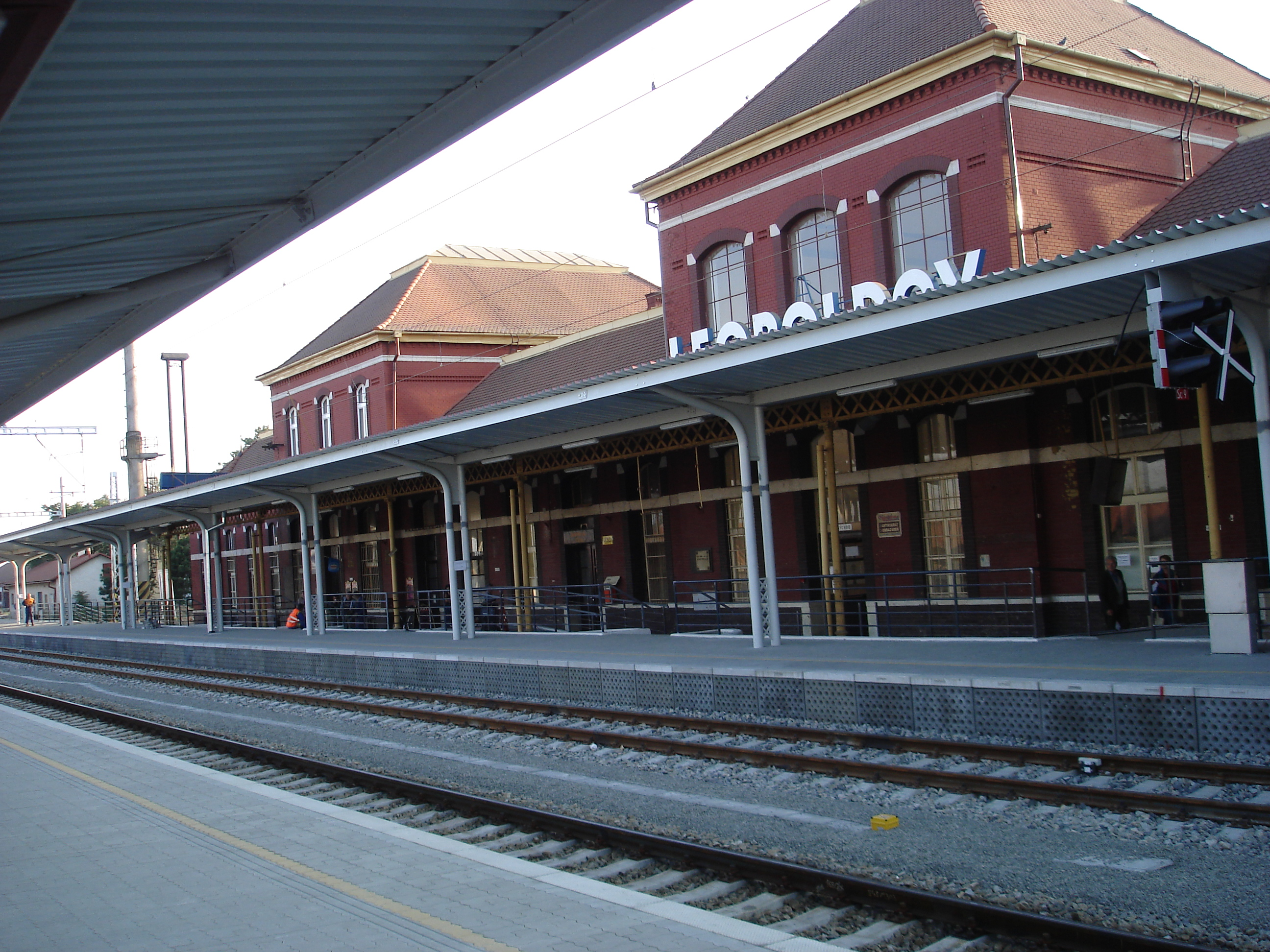
Залізничний вокзал у Леополдові

Округ складається із 24 населених пунктів: 22-х сіл і 2-х міст.

### Міста
- Глоговец
- Леопольдов

### Села
Бойнички • Горне Зелениці • Горне Отроковце • Горне Трговіште • Дворніки • Дольне Зелениці • Дольне Отроковце • Дольне Трговіште • Жлковце • Клячани • Коплотовце • Мадуниці • Мерашиці • Пастухов • Ратковце • Сасинково • Силадиці • Теколдяни • Теплички • Траковиці • Червенік • Ялшове

## Автомагістралі

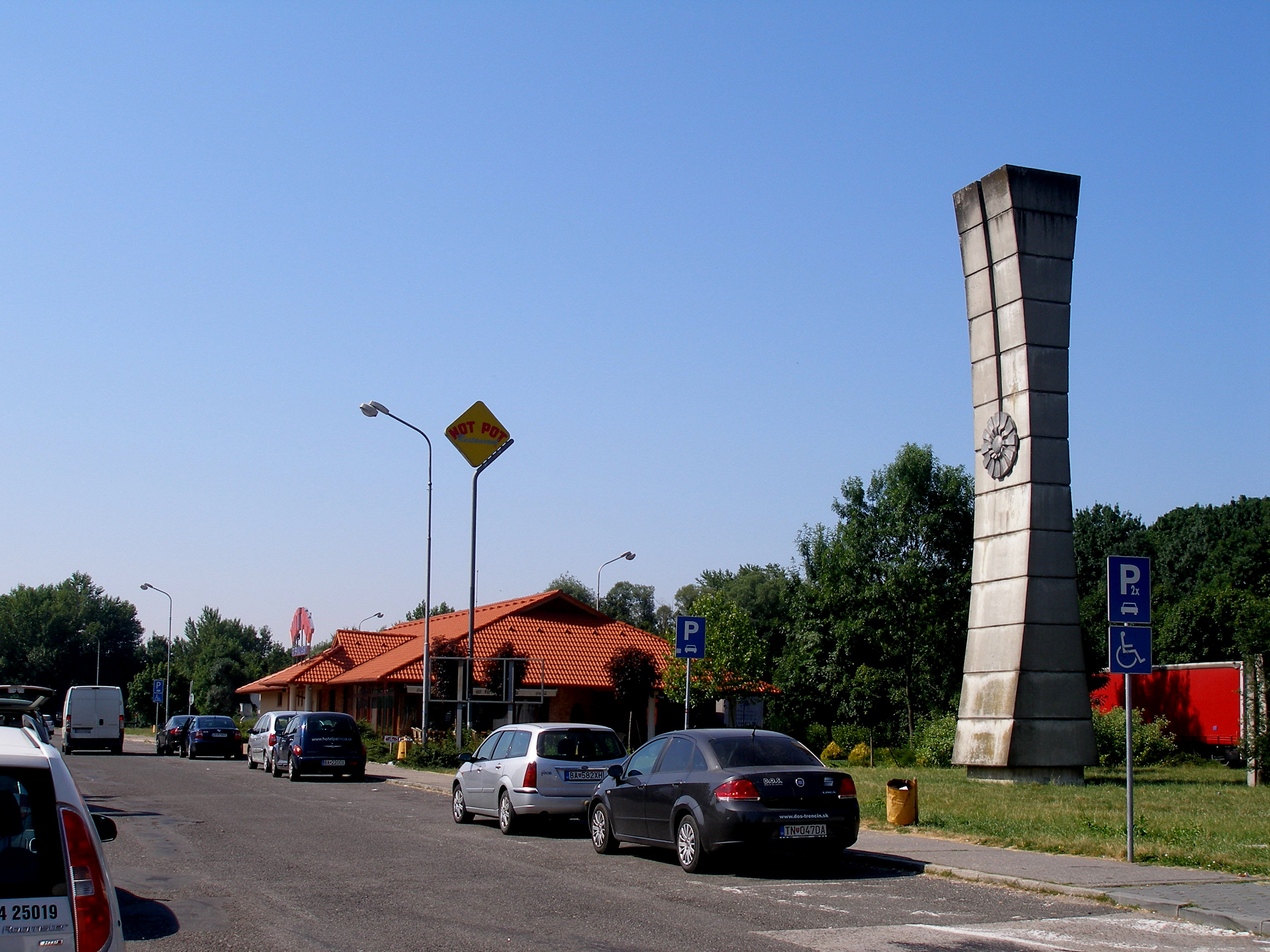
Автошлях D1. Село Червенік

На ряду з автомобільними дорогами місцевого значення (I/61, II/507, II/513, II/514), територією краю проходить європейська автомагістраль категорії А: E75 за маршрутом: Варде (Норвегія) — Сітія (Греція), (в межах Словаччини (D1): Чадця — Жиліна — Тренчин — Нове Место-над-Вагом — П'єштяни — Глоговец — Трнава — Братислава)